# Stand Up!!
Stand Up!! – japoński serial obyczajowo–komediowy emitowany na antenie TBS od 4 lipca do 12 września 2003, oparty częściowo na scenariuszu amerykańskiego filmu American Pie.

## Fabuła
Czwórka licealistów dowiaduje się, że są ostatnimi prawiczkami w szkole. Podczas wakacji, do miasta wraca ich koleżanka, która 11 lat wcześniej wyjechała z rodziną. Pomimo ich zauroczenia nią w dzieciństwie, chłopcy szybko zdają sobie sprawę, że Chie jest tylko cieniem ich dawnej „księżniczki”.

## Bohaterowie
- Shōhei Asai (jap. 浅井 正平 Asai Shōhei) – główny bohater historii. Mieszka ze starszą siostrą Yuriko i rodzicami, którzy prowadzą aptekę. Na początku historii jest zakochany w nauczycielce angielskiego, Isuzu Mochizuki. Jego życie wywraca się do góry nogami, gdy stara przyjaciółka z dzieciństwa postanawia powrócić i zamieszkać w jego domu.

- Kengi Iwasaki (jap. 岩崎 健吾 Iwasaki Kengo) – ma fioła na punkcie pociągów. Zna wszystkie trasy, odjazdy i typy pociągów, które przejeżdżają przez dzielnicę. Żyje z matką, Kimiko, właścicielką hotelu, który kupiła za pieniądze z rozwodu. Chłopcy często spotykają się w hotelu, śpiewają karaoke, albo podsłuchują sąsiadujące pokoje. Tylko Kenken jako jedyny z przyjaciół ma na początku dziewczynę: Fujisawę Sanoko.

- Hayato Udagawa (jap. 宇田川 隼人 Udagawa Hayato) – gra w zespole muzycznym. To zwykle jego, czepiają się dziewczyny (najczęściej te, które nazywają się Amazonkami), co sprawia, że traci pewność siebie. Lubi zaglądać dziewczynom pod spódnice. Jego rodzice prowadzą sklep spożywczy.

- Kōji Enami (jap. 江波 功司 Enami Kōji) – kapitan drużyny piłkarskiej. Podczas gry odreagowuje swój gniew. Kiedy rozmawia z dziewczynami, najczęściej mamrocze coś niezrozumiałego pod nosem. Jego ojciec, który jest przewodniczącym komitetu sąsiedzkiego, prowadzi mały sklep.

- Chie Ōwada (jap. 大和田 千絵 Ōwada Chie) – dziewczyna, która 11 lat wcześniej był księżniczką 4 chłopców. Od czasu jej wyprowadzki, utrzymywała mały kontakt z przyjaciółmi. Kiedy wróciła, starała się odbudować relacje między nimi. Chie miała swój sekret. Okazało się, że pewien chłopak, który jej się podobał, wykorzystał jej uczucia, zgwałcił, a następnie zastraszył. Właśnie to stał się powodem, dla którego wróciła. Żeby uciec od niezręcznej sytuacji i zapomnieć.

## Obsada
- Kazunari Ninomiya jako Shōhei Asai
- Tomohisa Yamashita jako Kengo Iwasaki
- Anne Suzuki jako Chie Ōwada
- Hiroki Narimiya jako Hayato Udagawa
- Shun Oguri jako Kōji Enami
- Yumiko Shaku jako Isuzu Mochizuki
- Kōji Matoba jako Mitsuhiko Kimura
- Takako Katō jako Rumiko Sasaki
- Rio Matsumoto jako Shiho Tominaga
- Takashi Tsukamoto jako Naoya Kume
- Becky jako Kaga Ellen
- Ueno Natsuhi jako Fujisawa Sonoko
- Murano Mia jako Kurata Michiko
- Mizuno Haruka jako Saito Terumi
- Akina jako Sakurai Makiko
- Ashina Sei jako Uehara Mio
- Kyoko jako Hamano Kyoko
- Makoto jako Kida Akiko
- Gekidan Hitori jako Tachibana Hiromi
- Nishida Naomi jako Asai Yuriko
- Sugita Kaoru jako Iwasaki Kimiko
- Sakai Toshiya jako Udagawa Nobuhito
- Shimizu Shogo jako Enami Shoji
- Danta Yasunori jako Asai Kyohei
- Katahira Nagisa jako Asai Tomoko
- Kaku Tomohiro jako Mizusawa Keita